# Oxyrhabdium modestum
Oxyrhabdium modestum — вид змій родини Cyclocoridae. Ендемік Філіппін.

## Поширення і екологія
Oxyrhabdium modestum мешкають на півдні Філіппінського архіпелагу, зокрема на островах Басілан, Бохоль, Дінагат, Лейте, Мінданао, Негрос і Самар. Вони живуть в тропічних лісах, на висоті до 1500 м над рівнем моря.